# Andrii Ponomar
Andrii Ponomar, né le 5 septembre 2002, est un coureur cycliste ukrainien.

## Biographie
Alors qu'il court encore chez les cadets (moins de 17 ans), Andrii Ponomar se classe troisième du championnat d'Ukraine du contre-la-montre juniors (moins de 19 ans) en 2018.
En 2019, il passe dans la catégorie des juniors et obtient des résultats sur les courses internationales. Il termine quatrième de la Coupe du Président de la Ville de Grudziądz, sixième de la Course de la Paix juniors, puis remporte la dernière étape du Trophée Centre Morbihan. Fin juin, il remporte la deuxième étape du Saarland Trofeo et s'empare du maillot de leader de la course, mais le perd lors du contre-la-montre par équipes de la dernière étape et il doit se contenter de la cinquième place finale. En juin, il gagne les deux titres nationaux chez les juniors. Début juillet, il participe aux championnats d'Europe sur piste juniors (8e de la course aux points, 9e en poursuite par équipes et 21e en poursuite individuelle). En août, il devient à 16 ans et 11 mois champion d'Europe sur route juniors, après une attaque en solitaire,,. Une semaine plus tard, il participe aux mondiaux sur piste juniors, sans obtenir de résultats notables (15e en poursuite par équipes et abandon sur l'omnium).
En 2020, pour sa deuxième année chez les juniors, il rejoint la Team Franco Ballerini, un club amateur italien. En raison de la pandémie de Covid-19, il ne participe qu'à une seule course UCI, le Grand Prix Rüebliland. Il gagne en solitaire la première étape vallonnée avec plus de 30 secondes d'avance, puis conserve son avance dans les trois étapes suivantes et remporte le classement général.
À 18 ans, il passe professionnel le 7 février 2021, au sein de l'équipe Androni Giocattoli-Sidermec, qui l'engage pour deux ans.
En décembre 2022, Arkéa-Samsic annonce le recrutement de Ponomar pour la saison 2023.

## Palmarès

### Palmarès amateur
- 2018
  - 3e du championnat d'Ukraine du contre-la-montre juniors
- 2019
  -  Champion d'Europe sur route juniors
  -  Champion d'Ukraine sur route juniors
  -  Champion d'Ukraine du contre-la-montre juniors
  - 3e étape du Trophée Centre Morbihan
  - 2e étape du Saarland Trofeo
  - 8e du championnat d'Europe du contre-la-montre juniors
- 2020
  - Grand Prix Rüebliland :
    - Classement général
    - 1re étape

### Palmarès professionnel
- 2021
  -  Champion d'Ukraine sur route
- 2024
  - 2e du Trophée de la ville de Brescia
- 2025
  - 2e du Tour des Apennins

## Résultats sur les grands tours

### Tour d'Italie
2 participations
- 2021 : 67e
- 2022 : 117e

## Classements mondiaux
| Année                                 | 2021 | 2022  | 2023  | 2024  |
| ------------------------------------- | ---- | ----- | ----- | ----- |
| Classement mondial                    | 562e | 1282e | 1171e | 1015e |
| UCI Europe Tour                       | 449e | 889e  | nc    | nc    |
|                                       |      |       |       |       |
| Légende : nc = non classéSource : UCI |      |       |       |       |